# Frank Moore Colby
Frank Moore Colby (* 10. Februar 1865 in Washington, D.C.; † 3. März 1925 in New York City) war ein US-amerikanischer Dozent, Schriftsteller und Herausgeber. 

## Leben
Colby studierte an der Columbia University in New York. Nach erfolgreichem Abschluss betraute man ihn 1890 mit einem Lehrauftrag am Amherst College (Amherst). 1891 wechselte in gleicher Position zurück nach New York ans Barnard College. 
1893 holte ihn Charles Kendall Adams in den Verlag Appleton & Company, wo Colby fachkundig den Stab der Herausgeber verschiedener Enzyklopädien ergänzte. 
Neben seinem Brotberuf als Herausgeber entstanden mit den Jahren eine Reihe von eigenständigen Werken und eine Vielzahl von Artikeln in verschiedenen Zeitschriften und Magazinen, wie Commercial Advertiser, North American Review oder The Bookman. 

## Werke (Auswahl)
als Autor
- Outlines of general history. ABC, New York 1900.
- Imaginary Obligations. Dodd Mead, New York 1905.
- Constrained attitudes. Essays. Dodd Mead, New York 1910.
- The marging of hesitation. Dodd Mead, New York 1921.
- The Colby Essays. Harper, London 1927 (2 Bde.).

als Herausgeber
- Johnson's Universal Cyclopædia.
- New International Encyclopedia.
- The International Yearbook.